# Пауло Інноченті
Пауло Інноченті (італ. Paulo Innocenti, 11 березня 1902, Ріу-Гранді-ду-Сул — 13 липня 1983, Неаполь) — італійський футболіст бразильського походження, що грав на позиції захисника, насамперед за «Наполі». По завершенні ігрової кар'єри — тренер.

## Клубна кар'єра
Народився 1902 року в бразильському Ріу-Гранді-ду-Сул у родині вихідців з італійської Болоньї. У дорослому футболі дебютував 1921 року виступами за команду «Атлетіко Паулістано», в якій провів два сезони.
1923 року перебрався на історичну батьківщину, де продовжив грати у футбол у складі команди «Віртус Болонья», а за рік став гравцем іншої місцевої команди «Болонья». У сезоні 1924/25, взявши участь у 12 іграх першості, допоміг команді здобути перший у її історії титул чемпіона Італії.
1926 року гравець, який на той час отримав італійське громадянство за походженням, прибув для проходження військової служби до Неаполя, де приєднався до новоствореного клубу «Наполі». Став першим капітаном у його історії і відіграв за його команду одинадцять сезонів, до завершення кар'єри футболіста у 1937 році.

## Виступи за збірну
1931 року залучався до лав другої збірної Італії.

## Кар'єра тренера
1943 року змінив Антоніо Вояка на посаді головного тренера «Наполі», що на той час намагався вибороти повернення до Серії A. Під його керівництвом команда завершила сезон 1942/43 на третьому місці турнірної таблиці другого італійського дивізіону, для виконання завдання на сезон їй забракло двох очок. Влітку того ж 1943 року розпочалася Італійська кампанія союзницьких військ, через яку офіційні футбольні змагання в країні призупинилися на два роки.
Помер 13 липня 1983 року на 82-му році життя в Неаполі.

## Титули і досягнення
- Чемпіон Італії (1):

«Болонья»: 1924-1925